# Zone de secours Limbourg Nord
(nl) Hulpverleningszone Noord-Limburg
La zone de secours Limbourg Nord, en néerlandais hulpverleningszone noord-Limburg, est l'une des 34 zones de secours de Belgique et l'une des 3 zones de la province de Limbourg.

## Histoire
Le 18 novembre 1918 se produisit la catastrophe de Hamont, qui reste à ce jour la catastrophe la plus meurtrière du royaume ayant fait 1 007 morts (estimation). Cette commune, Hamont-Achel, fait actuellement partie de la zone de secours Limbourg Nord qui entra en fonction le 1er janvier 2014, comme toutes les autres zones de secours de Belgique.

## Caractéristiques

### Communes protégées
La zone de secours Limbourg Nord couvre les 9 communes suivantes: 
Bocholt, Bree, Ham, Hamont-Achel, Hechtel-Eksel, Bourg-Léopold, Lommel, Peer et Pelt.

## Casernes
Voir aussi: Liste des services d'incendie belges
La zone de secours Limbourg Est dispose de 4 casernes appelées postes, situées à :
- Bree
- Bourg-Léopold
- Lommel
- Pelt.